# Never Too Late (album de Status Quo)
 (octobre 2023).
La mise en forme du texte ne suit pas les recommandations de Wikipédia : il faut le « wikifier ».
Les points d'amélioration suivants sont les cas les plus fréquents :
- Les titres sont pré-formatés par le logiciel. Ils ne sont ni en capitales, ni en gras.
- Le texte ne doit pas être écrit en capitales (les noms de famille non plus), ni en gras, ni en italique, ni en « petit »…
- Le gras n'est utilisé que pour surligner le titre de l'article dans l'introduction, une seule fois.
- L'italique est rarement utilisé : mots en langue étrangère, titres d'œuvres, noms de bateaux, etc.
- Les citations ne sont pas en italique mais en corps de texte normal. Elles sont entourées par des guillemets français : « et ».
- Les listes à puces sont à éviter, des paragraphes rédigés étant largement préférés. Les tableaux sont à réserver à la présentation de données structurées (résultats, etc.).
- Les appels de note de bas de page (petits chiffres en exposant, introduits par l'outil «  Source ») sont à placer entre la fin de phrase et le point final[comme ça].
- Les liens internes (vers d'autres articles de Wikipédia) sont à choisir avec parcimonie. Créez des liens vers des articles approfondissant le sujet. Les termes génériques sans rapport avec le sujet sont à éviter, ainsi que les répétitions de liens vers un même terme.
- Les liens externes sont à placer uniquement dans une section « Liens externes », à la fin de l'article. Ces liens sont à choisir avec parcimonie suivant les règles définies. Si un lien sert de source à l'article, son insertion dans le texte est à faire par les notes de bas de page.
- La présentation des références doit suivre les conventions bibliographiques. Il est recommandé d'utiliser les modèles {{Ouvrage}}, {{Chapitre}}, {{Article}}, {{Lien web}} et/ou {{Bibliographie}}. Le mode d'édition visuel peut mettre en forme automatiquement les références.
- Insérer une infobox (cadre d'informations à droite) n'est pas obligatoire pour parachever la mise en page.

Pour une aide détaillée, merci de consulter Aide:Wikification.
Si vous pensez que ces points ont été résolus, vous pouvez retirer ce bandeau et améliorer la mise en forme d'un autre article.
Albums de Status Quo
Just Supposin'''
(1980) 1+9+8+2
(1982)
Singles
1. Somethin' 'Bout You Baby I Like
Sortie : 20 février 1981

 Never Too late est le quatorzième album du groupe de rock anglais, Status Quo. Il est sorti le 28 mars 1981 sur le label Vertigo Records et a été produit par le groupe et John Eden.

## Historique
Les chansons qui composent cet album ont été enregistrés pendant les mêmes sessions que celles qui composent l'album précédent Just Supposin'. Ces sessions ont été effectuées dans les Studios Windmill Lane de Dublin. Il se classa à la 2e place des charts britanniques et sera récompensé par un disque d'or au Royaume-uni et en France.
Un seul single est sorti pour la promotion de l'album, il s'agit de la reprise de la chanson de Richard Supa, Somethin' 'Bout You Baby I Like, popularisée entre autres par Tom Jones en 1974. Le single se classa à la 9e place du Singles chart britanniques.
Il est le dernier album avec la formation classique ("The Frantic Four"), le batteur John Coghlan quittant le groupe fin 1981.

## Liste des titres
Face 1
| No | Titre                           | Auteur                      | Durée |
| -- | ------------------------------- | --------------------------- | ----- |
| 1. | Never Too Late                  | Francis Rossi, Bernie Frost | 3:59  |
| 2. | Somethin' 'Bout You Baby I Like | Richard Supa                | 2:51  |
| 3. | Take Me Away                    | Rick Parfitt, Andy Bown     | 4:49  |
| 4. | Falling In Falling Out          | Parfitt, Bown, Bob Young    | 4:15  |
| 5. | Carol                           | Chuck Berry                 | 3:41  |

Face 2
| No  | Titre             | Auteur               | Durée |
| --- | ----------------- | -------------------- | ----- |
| 6.  | Long Ago          | Rossi, Frost         | 3:46  |
| 7.  | Mountain Lady     | Alan Lancaster       | 5:06  |
| 8.  | Don't Stop Me Now | Lancaster, Bown      | 2:54  |
| 9.  | Enough Is Enough  | Rossi, Parfitt, Bown | 2:54  |
| 10. | Riverside         | Rossi, Frost         | 5:04  |

Titre Bonus de la réédition 2005
| No  | Titre                            | Auteur       | Durée |
| --- | -------------------------------- | ------------ | ----- |
| 11. | Rock N' Roll (7" single version) | Rossi, Frost | 4:09  |

### Réédition 2017 Deluxe Edition
Disc 1
- Album original

Disc 2
1. "Rock'N'Roll" (Rossi, Frost)

- Never Too Late Sampler - Austrian Flexi-Disc

1. "Don't Stop Me Now" (Lancaster, Bown)
2. "What You're Proposing" (Rossi, Frost)
3. LP Overview
4. "Something 'Bout You Baby I Like" (Richard Supa)
5. "Something 'Bout You Baby I Like" (acoustic instrumental demo) (Richard Supa)

- (Live at St Austell Coliseum, Cornwall on 7 March 1981)

1. "Caroline" (Rossi, Young)
2. "Roll Over Lay Down" (Rossi, Parfitt, Lancaster, John Coghlan, Young)
3. "Backwater" (Parfitt, Lancaster)
4. "Little Lady" (Parfitt)
5. "Don't Drive My Car" (Parfitt, Bown)
6. "Whatever You Want" (Parfitt, Bown)
7. "Hold You Back" (Rossi, Parfitt, Young)
8. "Something 'Bout You Baby I Like" (Richard Supa)
9. "Rockin' All Over The World" (John Fogerty)
10. "Over The Edge" (Alan Lancaster, Keith Lamb)

Disc 3
- (Live at St Austell Coliseum, Cornwall on 7 March 1981)

1. "Rock N' Roll" (Rossi, Frost)
2. "Dirty Water" (Rossi, Young)
3. "Forty-Five Hundred Times" (Rossi, Parfitt)
4. "Big Fat Mama" (Rossi, Parfitt)
5. "Don't Waste My Time" (Rossi, Young)
6. "Roadhouse Blues" (Jim Morrison, John Densmore, Robby Krieger, Ray Manzarek)
7. "Rain" (Parfitt)
8. "Down Down" (Rossi, Young)
9. "Bye Bye Johnny" (Chuck Berry)

## Musiciens
Status Quo
- Francis Rossi: chant, guitares
- Rick Parfitt: guitares, chant
- Alan Lancaster: basse, chant
- John Coghlan: batterie, percussion

Musiciens additionnels
- Andy Bown: claviers
- Bernie Frost: chœurs

## Charts & certifications

### Album
Charts
| Pays                          | Durée du classement | Meilleur classement | Date          |
| ----------------------------- | ------------------- | ------------------- | ------------- |
| Allemagne (GfK Entertainment) | 14 semaines         | 12e                 | 27 avril 1981 |
| Autriche (Ö3 Austria Top 40)  | 6 semaines          | 9e                  | 15 mai 1981   |
| Norvège (VG-lista)            | 16 semaines         | 12e                 | 6 avril 1981  |
| Pays-Bas (MegaCharts)         | 6 semaines          | 15e                 | 2 mai 1981    |
| Royaume-Uni (UK Albums Chart) | 13 semaines         | 2e                  | 22 mars 1981  |
| Suède (Sverigetopplistan)     | 6 semaines          | 14e                 | 10 avril 1981 |

Certifications
| Pays        | Certification | Ventes    | Date         |
| ----------- | ------------- | --------- | ------------ |
| France      | Or            | 100 000 + | 1981         |
| Royaume-Uni | Or            | 100 000 + | 31 mars 1981 |

### Single
| Single                          | Chart                 | Durée du classement | Position | Date          |
| ------------------------------- | --------------------- | ------------------- | -------- | ------------- |
| Somethin' 'Bout You Baby I Like | Single Top 100)       | 10 semaines         | 49e      | 6 avril 1981  |
| Somethin' 'Bout You Baby I Like | (Single Top 100)      | 6 semaines          | 37e      | 29 mars 1981  |
| Somethin' 'Bout You Baby I Like | (IRMA)                | 5 semaines          | 7e       | 1er mars 1981 |
| Somethin' 'Bout You Baby I Like | (FIMI)                | —                   | 45e      | 1981          |
| Somethin' 'Bout You Baby I Like | (VG-lista)            | 2 semaines          | 9e       | 25 mai 1981   |
| Somethin' 'Bout You Baby I Like | (Single Top 100)      | 6 semaines          | 15e      | 21 mars 1981  |
| Somethin' 'Bout You Baby I Like | (UK Singles Chart)    | 7 semaines          | 9e       | 1er mars 1981 |
| Somethin' 'Bout You Baby I Like | (Schweizer Hitparade) | 5 semaines          | 10e      | 5 avril 1981  |